# 東京喰種 (2017年電影)
《東京喰種》（日语：東京喰種トーキョーグール）是一部2017年上映的日本電影。電影改編自同名漫畫《東京喰種》。男主角金木研由原作作者石田翠指定的演員窪田正孝飾演，女主角霧島董香則由清水富美加飾演。

## 演員
| 角色       | 演員       | 台灣配音 |
| 金木研     | 窪田正孝   | 鍾少庭   |
| 霧島董香   | 清水富美加 | 許淑嬪   |
| 亞門鋼太朗 | 鈴木伸之   | 黃天佑   |
| 神代利世   | 蒼井優     | 李明幸   |
| 真戸吳緒   | 大泉洋     | 陳余寬   |
| 笛口雛實   | 櫻田日和   | 林慕青   |
| 芳村功善   | 村井國夫   | 李香生   |
| 笛口凉子   | 相田翔子   | 李明幸   |
| 四方蓮示   | 柳俊太郎   | 蔡宇軒   |
| 詩         | 坂東巳之助 | 黃天佑   |
| 永近英良   | 小笠原海   | 黃天佑   |
| 西尾錦     | 白石隼也   | 陳余寬   |
| 入見佳耶   | 佐佐木希   | 曾莉婷   |
| 小坂依子   | 古畑星夏   | 林慕青   |
| 古間円児   | 濱野謙太   | 翁瑞陽   |
| 草場一平   | 前野朋哉   | 李香生   |
| 小倉久志   | ダンカン   | 陳余寬   |
| 嘉納明博   | 岩松了     | 黃天佑   |

## 選角及製作
2016年6月宣布真人電影化，同月公開了電影演員，由窪田正孝飾演主角金木研，清水富美加飾演霧島董香，原作作者石田翠也表示：「數年前偶然看見窪田正孝的演出時，有著『如果要電影化的話，想要讓他來演』的想法」。

電影由首次執導長篇電影的萩原健太郎擔任導演；7月正式開拍，9月殺青。主題曲由RADWIMPS主唱野田洋次郎演唱。

## 外部連結
- 互联网电影数据库（IMDb）上《東京喰種》的资料（英文）